# Гаммелин
Гаммелин (нем. Gammelin) — община в Германии, в земле Мекленбург-Передняя Померания.
Входит в состав района Людвигслуст. Подчиняется управлению Хагенов-Ланд.  Население составляет 484 человека (на 31 декабря 2010 года). Занимает площадь 15,62 км².
Коммуна подразделяется на 2 сельских округа.